# Benjamin Diamond
Pour les articles homonymes, voir Diamond.
 (mars 2025).
- Si vous ne connaissez pas le sujet, laissez ce bandeau (vous pouvez alors contacter les auteurs).
- Si vous supprimez le contenu mis en cause (vous pouvez préalablement contacter les auteurs),

argumentez précisément cette suppression dans la page de discussion
(un manque de référence n'est pas un argument ; une recherche réelle de référence doit avoir été effectuée, être formellement documentée).
Benjamin Diamond, de son vrai nom Benjamin Cohen, est un auteur-compositeur-interprète et producteur de musique français, né le 11 mars 1972 à Suresnes. D'abord chanteur dans un groupe de funk (la party) dans les années 1990, il devient une figure majeure de la French touch en tant que voix du groupe Stardust et leur tube mondial Music Sounds Better With You en 1998, qui s'est vendu à plus de deux millions d'exemplaires. Il poursuit ensuite une carrière solo d'auteur-compositeur-interprète et de producteur, mêlant l' électro-pop,  la house et la pop expérimentale.

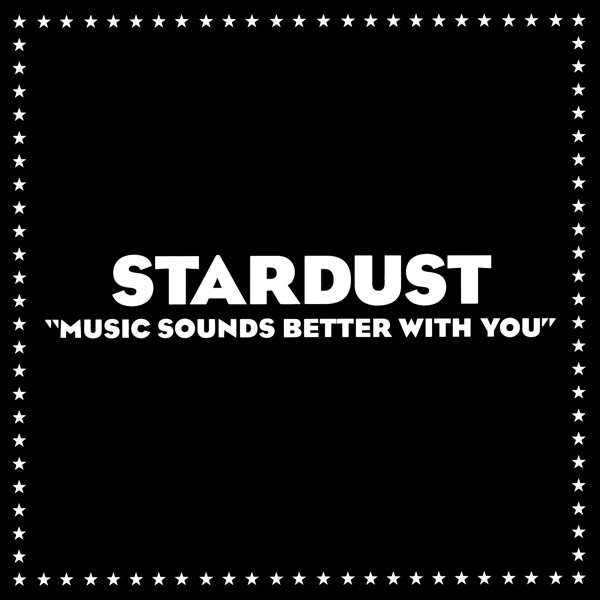
Stardust - Music Sounds Better With You.

## Biographie

### Débuts
Benjamin Diamond est l'un des trois enfants de l'écrivain et éditeur Olivier Cohen, fondateur des Éditions de l'Olivier[réf. non conforme], et le fils de Catherine Cohen, écrivaine, psychanalyste et parolière reconnue pour le tube T'en va pas (Elsa, 1986), publiée aux éditions du Seuil, également scénariste oscarisée pour le film Indochine[source insuffisante].
Durant son adolescence, il fait ses premiers pas dans la musique au sein d'un groupe noise nommé Chicken Pox, où il officie en tant que chanteur. Passionné de musique depuis son plus jeune âge, il est influencé par des artistes comme David Bowie, Joy Division et New Order[réf. non conforme].

### L'aventure Stardust
En 1997, Benjamin Diamond quitte son groupe "la Party" après des tensions concernant sa collaboration avec des musiciens électroniques, ses membres lui reprochent  notamment de frequenter les Daft Punk . Peu après, son ami Alan Braxe, remarqué pour son maxi Vertigo sur le label Roulé de Thomas Bangalter, l'invite à collaborer sur un morceau destiné à une soirée au club parisien  Le Rex Club. Le trio, complété par Thomas Bangalter (du groupe Daft Punk), compose en six jours Music Sounds Better With You dans le home-studio de Bangalter à Paris en décembre 1997. Diamond participe à l'écriture des paroles avec ses partenaires, créant ce qu'il décrit comme "un mantra que tout le monde pouvait comprendre". 
Diamond réalise l'ampleur du succès lors de vacances en Italie, où il entend la chanson à la radio : "Incroyable, quelqu'un passe notre chanson à la radio. Bientôt, elle sera partout."
Pour le clip vidéo réalisé par Michel Gondry à Los Angeles, Diamond apparaît avec le crâne rasé et le visage peint en argenté, une expérience qu'il décrit comme éprouvante sous la chaleur californienne.
Le morceau sort d'abord en France le 20 juillet 1998 sur le label Roulé, puis au Royaume-Uni le 10 août via Virgin Records, et enfin aux États-Unis le 22 septembre. Il devient rapidement un succès international majeur, atteignant notamment la première place en Grèce et en Espagne, la deuxième place au Royaume-Uni et au Canada, et se classant dans le top 10 de nombreux pays dont la France (10e), l'Australie (4e) et la Nouvelle-Zélande (8e). Le single est certifié double disque de platine au Royaume-Uni, disque de platine en Australie, et disque d'or en Belgique, en France et aux États-Unis. Il devient l'hymne de l'été 1998 dans les clubs d'Ibiza et s'écoule à plus de deux millions d'exemplaires dans le monde, s'imposant comme l'un des classiques de la French touch[réf. non conforme].

#### Classements hebdomadaires
| Classement (1998-1999)                  | Meilleure position |
| --------------------------------------- | ------------------ |
| Allemagne (GfK Entertainment)           | 26                 |
| Australie (ARIA)                        | 4                  |
| Autriche (Ö3 Austria Top 40)            | 24                 |
| Belgique (Flandre Ultratop 50 Singles)  | 18                 |
| Belgique (Wallonie Ultratop 50 Singles) | 12                 |
| Canada (Canadian Digital Song Sales)    | 2                  |
| Canada (RPM Dance Charts)               | 5                  |
| Écosse (OCC)                            | 2                  |
| Espagne (AFYVE)                         | 1                  |
| États-Unis (Billboard Hot 100)          | 62                 |
| États-Unis (Hot Dance Club Play)        | 1                  |
| France (SNEP)                           | 10                 |
| Irlande (Irish Singles Chart)           | 5                  |
| Italie (FIMI)                           | 7                  |
| Norvège (VG-lista)                      | 14                 |
| Nouvelle-Zélande (RMNZ)                 | 8                  |
| Pays-Bas (Single Top 100)               | 15                 |
| Royaume-Uni (UK Singles Chart)          | 2                  |
| Suède (Sverigetopplistan)               | 27                 |
| Suisse (Schweizer Hitparade)            | 7                  |

### Certifications
| Pays              | Certification | Date       | Unités certifiées |
| ----------------- | ------------- | ---------- | ----------------- |
| Australie (ARIA)  | Platine       | 1998       | 70 000            |
| Belgique (BEA)    | Or            | 30/10/1998 | 25 000            |
| États-Unis (RIAA) | Or            | 30/05/2024 | 500 000           |
| France (SNEP)     | Or            | 21/12/1998 | 250 000           |
| Royaume-Uni (BPI) | 2 × Platine   | 11/11/2022 | 1 200 000         |

### Récompenses et distinctions
| Année | Récompense              | Catégorie                   | Résultat |
| ----- | ----------------------- | --------------------------- | -------- |
| 1998  | MTV Europe Music Awards | Meilleur titre dance        | Nommé    |
| 1999  | NRJ Music Awards        | Meilleur titre dance        | Lauréat  |
| 1999  | Victoires de la musique | Meilleur album électronique | Nommé    |

### Autres performances notables
- Strange Attitude (2000)
  -  France n°69 (Top Albums)
    - Entrée le 18/09/2000
    - Meilleure position : n°69 (1 semaine)
    - Sortie le 25/09/2000 (n°74)

  -  Royaume-Uni n°98 (UK Albums Chart)

- Out of Myself (2005)
  -  France n°75 (Top Albums)

### Label Diamondtraxx
En 1999, Benjamin Diamond crée son propre label, Diamondtraxx. La structure édite non seulement ses propres disques mais aussi ceux d'autres artistes émergents de la scène  de musique électronique français [réf. non conforme].

### Projets récents
La même année, il lance avec Ulysse Genet un projet appelé "72™", donnant naissance à un EP intitulé "Mutations" qui explore des territoires sonores entre musique électronique minimale et pop expérimentale. 

## Discographie

### Albums studio
| Année | Album                            | Label                     | Notes              |
| ----- | -------------------------------- | ------------------------- | ------------------ |
| 2000  | Strange Attitude                 | Epic/ Sony Music          | Premier album solo |
| 2005  | Out of Myself                    | !K7 Records/ Diamondtraxx | —                  |
| 2009  | Cruise Control (Special Edition) | Diamondtraxx              | —                  |
| 2013  | Love Overdose                    | Pop Out Music             | —                  |

### Singles et EP majeurs
| Année | Titre                                        | Label                                              | Notes et certifications |
| ----- | -------------------------------------------- | -------------------------------------------------- | --- |
| 1998  | Music Sounds Better With You (avec Stardust) | Roulé / Virgin Records (1998) Because Music (2023) | Classements - France n°10 - Royaume-Uni n°2 - États-Unis Billboard Hot Dance Club Play n°1 - Australie n°4 Certifications - France Or (250 000 exemplaires) - Royaume-Uni 2 × Platine (1 200 000 exemplaires) - États-Unis Or (500 000 exemplaires) - Australie Platine (70 000 exemplaires) - Belgique Or (25 000 exemplaires) Plus de 2 millions d'exemplaires vendus dans le monde |
| 2000  | Little Scare                                 | Epic/ Sony Music                                   | Classement - France n°32 |
| 2001  | In Your Arms (We Gonna Make It)              | Epic/ Sony Music                                   | Classement - France n°45 |

### Autres singles et EP
| Année | Titre                          | Label         | Notes                                                            |
| ----- | ------------------------------ | ------------- | ---------------------------------------------------------------- |
| 2005  | There Is A Girl                | !K7 Records   | Inclut version acoustique et "Lost In The Crowd"                 |
| 2005  | Lets Get High                  | !K7 Records   | Remixes par Alan Braxe et The Modernist                          |
| 2005  | Out of Myself                  | !K7 Records   | Inclut remixes par Ark et DJ Fast Eddit                          |
| 2009  | Baby's on Fire                 | !K7Records    | Remixes par Rafale, D.I.M., 80Kidz et F.P.M.                     |
| 2013  | Assassin assassine             | Pop Out Music | Version originale et instrumentale                               |
| 2014  | Assassin Assassine Reworked EP | Pop Out Music | Remixes par Cardini&shaw et Synapson                             |
| 2021  | Mutations EP (sous le nom 72™) | TMS Records   | 4 titres : "Vera's Fish", "6am", "Rock Embassy", "Lambert R.I.P" |
| 2024  | Awake (avec Rinôçérôse)        | YEEESS        | —                                                                |
| 2024  | In Your Eyes (avec Fénoména)   | TMS Records   | —                                                                |

### Collaborations
| Année | Titre                   | Artiste(s)      | Label              |
| ----- | ----------------------- | --------------- | ------------------ |
| 2002  | Wonder Why              | Shakedown       | —                  |
| 2003  | Gravity                 | Curtis          | —                  |
| 2004  | Icons                   | Cosmo Vitelli   | —                  |
| 2006  | tell me                 | FPM             | cutting edge       |
| 2007  | tell me (bossa version) | FPM             | avex trax          |
| 2009  | Skywriter               | Data            | —                  |
| 2009  | So much in love         | Data            | —                  |
| 2010  | I Got A Feeling         | 80kidz          | —                  |
| 2012  | Let's Get Slow          | Aeroplane       | Universal Music    |
| 2015  | They Just Don't Know    | Synapson        | Parlophone         |
| 2016  | Gold Rush               | Miguel Campbell | Outcross Records   |
| 2021  | Mona Lisa               | Joachim Cohen   | Serendippo Records |
| 2021  | Sous-Marine Déprime     | Joachim Cohen   | Serendippo Records |
| 2021  | Alligator Jo            | Joachim Cohen   | Serendippo Records |
| 2024  | Awake                   | Rinôçérose      | YEEESS             |

### Détails des albums

#### Strange Attitude (2000)
| No           | Titre                             | Durée |
| ------------ | --------------------------------- | ----- |
| 1            | "Intro"                           | 0:27  |
| 2            | "Little Scare"                    | 4:11  |
| 3            | "18 and Over"                     | 4:30  |
| 4            | "Strange Attitude"                | 7:00  |
| 5            | "U Were Born"                     | 4:17  |
| 6            | "Joyride"                         | 3:49  |
| 7            | "The Rain"                        | 4:43  |
| 8            | "Just a Little Time"              | 4:11  |
| 9            | "Playin' with Myself"             | 6:09  |
| 10           | "In Your Arms (We Gonna Make It)" | 4:21  |
| 11           | "Rich Personnality"               | 4:45  |
| 12           | "Read in Your Mind"               | 5:48  |
| Titres bonus |                                   |       |
| 13           | "Fit Your Heart"                  | 3:57  |
| 14           | "Outsider"                        | 4:17  |

#### Cruise Control (Special Edition) (2009)
| No           | Titre                           | Durée |
| ------------ | ------------------------------- | ----- |
| 1            | "1000 Lives"                    | 4:13  |
| 2            | "Still"                         | 4:53  |
| 3            | "Baby's on Fire"                | 4:56  |
| 4            | "The Letter"                    | 4:46  |
| 5            | "The Other Side"                | 5:18  |
| 6            | "Deep Inside"                   | 4:30  |
| 7            | "Same All Things"               | 3:16  |
| 8            | "Don't Stop"                    | 3:32  |
| 9            | "Looking 4 a Sign"              | 5:21  |
| 10           | "This Is It"                    | 4:18  |
| 11           | "Miss U"                        | 5:23  |
| Titres bonus |                                 |       |
| 12           | "Disney Girls"                  | 3:50  |
| 13           | "Baby's on Fire (F.P.M. Remix)" | 8:43  |
| 14           | "Miss U (Acoustic)"             | 2:12  |

#### Out of Myself (2005)
| No | Titre                                               | Durée |
| -- | --------------------------------------------------- | ----- |
| 1  | "Out Of Myself"                                     | 4:20  |
| 2  | "Out Of Myself (Cutting Cocktail Vocal Mix By Ark)" | 5:07  |
| 3  | "Out Of Myself (DJ Fast Eddit Dub)"                 | 6:26  |

#### Love Overdose (2013)
| No | Titre                                     | Durée |
| -- | ----------------------------------------- | ----- |
| 1  | "Assassin Assassine" (Original Mix)       | 5:26  |
| 2  | "Sur la grève"                            | 4:26  |
| 3  | "Beautiful Fever"                         | 4:44  |
| 4  | "Assassin Assassine" (Instrumental)       | 5:25  |
| 5  | "Assassin assassine" (Radio Edit)         | 4:00  |
| 6  | "5 o'Clock in the Morning" (Instrumental) | 2:16  |